# Margaret Conlon
Margaret Conlon (* 17. September 1967 in Cavan) ist eine irische Politikerin der Fianna Fáil und war von 2007 bis 2011 Teachta Dála (Abgeordnete) im Dáil Éireann, dem irischen Unterhaus.

## Biografie
Conlon studierte an der Maynooth University und etablierte dort einen Fianna-Fáil-Verband (irisch cumann) an der Universität. Nach dem Studium wurde sie Lehrerin. Von 1986 bis 1988 war sie Teil der Geschäftsführung der Fianna Fáil.
Sie trat bei den Wahlen zum Dáil Éireann 2007 im Wahlkreis Cavan-Monaghan an und wurde gewählt. Den Sitz konnte sie jedoch bei den Wahlen 2011 nicht verteidigen. Sie kehrte wieder in ihren früheren Beruf zurück und ist heute Schulleiterin.
Sie ist mit Séamus Conlon verheiratet und hat drei Kinder.